# Dehaasia gigantocarpa
Dehaasia gigantocarpa är en lagerväxtart som beskrevs av Kostermans. Dehaasia gigantocarpa ingår i släktet Dehaasia och familjen lagerväxter. Inga underarter finns listade i Catalogue of Life.